# 吉野熊野新聞
吉野熊野新聞（よしのくまのしんぶん）は三重県熊野市に本社を置く新聞社・吉野熊野新聞社が発行する地方新聞。三重県の熊野地方を販売エリアとする。地元では『ヨシクマ新聞』の名前で通っている。
熊野市に本社を置く新聞社には南紀新報社吉野熊野新聞社以外に、『南紀新報』を発行する南紀新報社がある。

## 指定など
- 1959年
  - 6月2日 国鉄特別取扱承認新聞紙103号
  - 9月22日 第三種郵便物認可